# 進士里天主教救主會
進士里天主教救主會位於臺灣宜蘭縣宜蘭市，原是宜蘭市救主堂的分堂「聖彌厄爾堂」，現已廢堂:71。2002年6月21日，該教堂建物被公告為宜蘭縣的歷史建築。

## 沿革
1959年，監牧王俊德率救主會會士從歐洲來到臺灣，次年應樞機田耕莘之邀，接管宜蘭地區的宜蘭市、員山鄉、壯圍鄉的傳教工作:69。之後王俊德在1962年宜蘭市篤行二村購置民房改為臨時教堂（奉小德蘭為主保），為宜蘭市救主堂之始:71。這一年王俊德也在宜蘭市進士里購地，建立「聖彌厄爾堂」作為分堂:71。而在主堂跟分堂，都辦有「聖后幼稚園」:71。